# Одіссея 1989
«Одіссея 1989» — російський незалежний фільм 2002 року, знятий режисером Іллею Хотиненком і розповідає про молоду людину з села, що потрапляє в місто в компанію гопників.

## Створення
Сценарій фільму писався близько п'яти років, а зняли фільм за 12 днів у місті Долгопрудний. Бюджет фільму становив тридцять дві тисячі доларів. Спосіб життя та зовнішній вигляд героїв був навіяний враженнями режисера про «єкатеринбурзьких автентичних хлопців», з якими він зустрічався, коли жив у Єкатеринбурзі наприкінці 80-х — на початку 90-х років.

## Сюжет
Головний герой, Денис, із села їде до провінційного міста вступати до технікуму на агронома. У місті він зустрічається із двоюрідним братом Паштетом, якого не бачив десять років. Хлопець знайомиться з побутом, турботами та дозвіллям місцевої молоді. У результаті вир подій затягує героя, і він розчиняється в цьому дивному світі. Майже весь фільм головний герой вживає різноманітні психоактивні речовини зі своїми новими друзями. Спершу марихуану, потім алкоголь. Ближче до кінця герой вживає метамфетамін, після чого вони їдуть грабувати магазин. Денис повністю розчаровується у своїй компанії і вирішує повернутися в село.

## Актори
| Актор             | Роль      |
| ----------------- | --------- |
| Петро Буслов      | Паштет    |
| Андрій Щенніков   | Денис     |
| Ольга Симонова    | Ляля      |
| Яна Шивкова       | Людмила   |
| Марія Шалаєва     | Чебурашка |
| Ольга Філіппова   | Марина    |
| Василь Долбітіков | Штрибан   |
| Ілля Любимов      | Слон      |
| Сергій Міщенко    | Болт      |
| Сергій Приходько  | Шахіст    |
| Тимур Савін       | Бжик      |
| Костянтин Гацалов | Поршень   |